# Том Джонсон
Том Джонсон (англ. Tom Johnson, нар. 18 лютого 1928, Балдур, Манітоба — пом. 21 листопада 2007 Фалмут, Массачусетс) — канадський хокеїст, що грав на позиції захисника. Згодом — хокейний тренер.
Член Зали слави хокею з 1970 року. Володар Кубка Стенлі. Провів понад тисячу матчів у Національній хокейній лізі. 

## Ігрова кар'єра
Хокейну кар'єру розпочав 1946 року.
Протягом професійної клубної ігрової кар'єри, що тривала 19 років, захищав кольори команд «Монреаль Канадієнс», «Бостон Брюїнс» та «Баффало Бізонс» (АХЛ).
Загалом провів 1090 матчів у НХЛ, включаючи 111 ігор плей-оф Кубка Стенлі.

## Тренерська робота
1970 року розпочав тренерську роботу в НХЛ. Тренерська кар'єра обмежилася роботою з командою «Бостон Брюїнс», яку вже на другому році своєї роботи Джонсон привів до здобуття Кубка Стенлі сезону 1971/72. По ходу наступного сезону був призначений заступником генерального менеджера бостонської команди.

## Нагороди та досягнення
- Друга збірна усіх зірок НХЛ — 1956
- Перша збірна усіх зірок НХЛ — 1959
- Пам'ятний трофей Джеймса Норріса — 1959
- Головний тренер збірної Східного дивізіону матчу усіх зірок НХЛ — 1973

## Статистика
| Сезон        | Клуб                 | Ліга         | Регулярна першість | Регулярна першість | Регулярна першість | Регулярна першість | Регулярна першість | Плей-оф | Плей-оф | Плей-оф | Плей-оф | Плей-оф |
| Сезон        | Клуб                 | Ліга         | І                  | Г                  | П                  | О                  | ШХ                 | І       | Г       | П       | О       | ШХ      |
| ------------ | -------------------- | ------------ | ------------------ | ------------------ | ------------------ | ------------------ | ------------------ | ------- | ------- | ------- | ------- | ------- |
| 1946–47      | Вінніпег Монархс     | МЮХЛ         | 14                 | 10                 | 4                  | 14                 | 12                 | 7       | 3       | 1       | 4       | 19      |
| 1947–48      | Монреаль Роялс       | КвХЛ         | 16                 | 0                  | 4                  | 4                  | 10                 | —       | —       | —       | —       | —       |
| 1947–48      | «Монреаль Канадієнс» | НХЛ          | 1                  | 0                  | 0                  | 0                  | 0                  | —       | —       | —       | —       | —       |
| 1948–49      | Баффало Бізонс       | АХЛ          | 68                 | 4                  | 18                 | 22                 | 70                 | —       | —       | —       | —       | —       |
| 1949–50      | Баффало Бізонс       | АХЛ          | 58                 | 7                  | 19                 | 26                 | 52                 | 5       | 0       | 0       | 0       | 20      |
| 1949–50      | «Монреаль Канадієнс» | НХЛ          | —                  | —                  | —                  | —                  | —                  | 1       | 0       | 0       | 0       | 0       |
| 1950–51      | «Монреаль Канадієнс» | НХЛ          | 70                 | 2                  | 8                  | 10                 | 128                | 11      | 0       | 0       | 0       | 6       |
| 1951–52      | «Монреаль Канадієнс» | НХЛ          | 68                 | 0                  | 7                  | 7                  | 76                 | 11      | 1       | 0       | 1       | 2       |
| 1952–53      | «Монреаль Канадієнс» | НХЛ          | 70                 | 3                  | 8                  | 11                 | 63                 | 12      | 2       | 3       | 5       | 8       |
| 1953–54      | «Монреаль Канадієнс» | НХЛ          | 70                 | 7                  | 11                 | 18                 | 85                 | 11      | 1       | 2       | 3       | 30      |
| 1954–55      | «Монреаль Канадієнс» | НХЛ          | 70                 | 6                  | 19                 | 25                 | 74                 | 12      | 2       | 0       | 2       | 22      |
| 1955–56      | «Монреаль Канадієнс» | НХЛ          | 64                 | 3                  | 10                 | 13                 | 75                 | 10      | 0       | 2       | 2       | 8       |
| 1956–57      | «Монреаль Канадієнс» | НХЛ          | 70                 | 4                  | 11                 | 15                 | 59                 | 10      | 0       | 2       | 2       | 13      |
| 1957–58      | «Монреаль Канадієнс» | НХЛ          | 66                 | 3                  | 18                 | 21                 | 75                 | 2       | 0       | 0       | 0       | 0       |
| 1958–59      | «Монреаль Канадієнс» | НХЛ          | 70                 | 10                 | 29                 | 39                 | 76                 | 11      | 2       | 3       | 5       | 8       |
| 1959–60      | «Монреаль Канадієнс» | НХЛ          | 64                 | 4                  | 25                 | 29                 | 59                 | 8       | 0       | 1       | 1       | 4       |
| 1960–61      | «Монреаль Канадієнс» | НХЛ          | 70                 | 1                  | 15                 | 16                 | 54                 | 6       | 0       | 1       | 1       | 8       |
| 1961–62      | «Монреаль Канадієнс» | НХЛ          | 62                 | 1                  | 17                 | 18                 | 45                 | 6       | 0       | 1       | 1       | 0       |
| 1962–63      | «Монреаль Канадієнс» | НХЛ          | 43                 | 3                  | 5                  | 8                  | 28                 | —       | —       | —       | —       | —       |
| 1963–64      | «Бостон Брюїнс»      | НХЛ          | 70                 | 4                  | 21                 | 25                 | 33                 | —       | —       | —       | —       | —       |
| 1964–65      | «Бостон Брюїнс»      | НХЛ          | 51                 | 0                  | 9                  | 9                  | 30                 | —       | —       | —       | —       | —       |
| Усього в НХЛ | Усього в НХЛ         | Усього в НХЛ | 979                | 51                 | 213                | 264                | 960                | 111     | 8       | 15      | 23      | 109     |

## Тренерська статистика
|              |                 |              | Регулярний сезон | Регулярний сезон | Регулярний сезон | Регулярний сезон | Плей-оф | Плей-оф | Плей-оф | Плей-оф              |
| Сезон        | Команда         | Ліга         | І                | В                | П                | Н                | І       | В       | П       | Результат            |
| ------------ | --------------- | ------------ | ---------------- | ---------------- | ---------------- | ---------------- | ------- | ------- | ------- | -------------------- |
| 1970–71      | «Бостон Брюїнс» | НХЛ          | 78               | 57               | 14               | 7                | 7       | 3       | 4       | програш в 1/4 фіналу |
| 1971–72      | «Бостон Брюїнс» | НХЛ          | 78               | 54               | 13               | 11               | 15      | 12      | 3       | Здобули Кубок Стенлі |
| 1972–73      | «Бостон Брюїнс» | НХЛ          | 52               | 31               | 16               | 5                | —       | —       | —       | Помічник тренера     |
| Усього в НХЛ | Усього в НХЛ    | Усього в НХЛ | 208              | 142              | 43               | 23               | 22      | 15      | 7       | 0                    |